# 920-ті
Раннє Середньовіччя •  Епоха вікінгів •  Золота доба ісламу •  Реконкіста

## Події

### Східна Європа
- У Києві правив князь Ігор. У степовій зоні панували печеніги.
- У Візантії фактична влада належала Роману I Лакапіну, який був співімператором й опікуном Костянтина VII Багрянородного. Візантія вела війни з Болгарією, втім, істотних змін не сталося.
- У Болгарії правили Симеон I та, з 927 року, Петро I. 925 року Симеон I проголосив себе царем. Візантія мусила визнати за Петром I цей титул, а також автокефалію Болгарської православної церкви. Болгарія вела війни з Візантією, а також із сербами, окупувала на короткий час Рашку.
- У Богемії вбито святу Людмилу. За правління княза Вацлава Богемія була васалом Східного Франкського королівства.
- Хорватія стала королівством.
- Мадяри панували в Паннонії й здійснювали походи на захід, хоча в цей час у них ще не було єдиного правителя.
- Аббасидський мандрівник Ібн Фадлан здійснив подорож у Волзьку Булгарію, яка прийняла іслам. Нотатки Ібн Фалдана є важливим документом з історії народів Східної Європи.

### Західна Європа
- Король Східного Франкського королівства Генріх I Птахолов консолідував свою владу, змусив присягнути собі герцогів Баварії та Швабії. 921 року він уклав договір із королем Західного Франкського королівства Карлом III Простакуватим, за яким королівства визнавали незалежність одне від іншого. Він вів успішні військові кампанії проти слов'ян, підкорив своєму королівству Лужицю, захопив Бранденбург.
- В Італійському королівстві римський імператор Беренгар I не зумів утримати владу, попри те, що він запросив собі на допомогу мадярів. Знать запросила на правління Рудольфа II Бургундського і проголосила його королем 922 року. Рудольф II завдав поразки Беренгару I, змусив його сховатися за стінами Верони, де 924 року спалахнуло повстання, і Беренгара вбили. 926 року Рудольф II покинув Італію, і королем проголосили Гуго Арльського.
- У Римі тривав період порнократії, коли місто тримала в своїх руках Марозія, призначаючи Пап. 928 року завершився понтифікат Папи Іоанна X, понтифікат Папи Лева VI тривав лише кілька місяців, після чого розпочався понтифікат Стефана VII (VIII), якого Морозія вважала тимчасовим Папою, доки не підросте її син.
- У Західному Франкському королівстві Карл III Простакуватий втратив владу 922 року, коли знать оголосила королем Роберта I Паризького. Наступного, 923 року, в битві при Суассоні Роберт I загинув, а Карл Простакуватий потрапив у полон до Герберта де Вермандуа. Новим королем проголошено Рауля I з Бургундії, однак наймогутнішою силою в королівстві був Гуго Великий, хоча він і відмовився від престолу. Скориставшись зміною правління норман Ролло розширив свої території в Нормандії.
- У Британії 927 року утворилося королівство Англія на чолі з Етельстаном, який відвоював у данів Нортумбрію і захопив Йорк.

### Арабський світ
- Аббасидським халіфом був аль-Муктадір, однак владу міцно тримав у руках його візир Муніс. 929 року сталася спроба змістити халіфа на користь його брата, але Муніс поклав цьому край.
- У халіфату знову виникли проблеми з карматами, які захопили Басру, а 930 року Мекку, при цьому чорний камінь із Кааби зник на 20 років.
- В Іфрикії правили Фатіміди. Вони заснували нову столицю, місто Махдія, і підкорили собі частину Магрибу.
- Абд ар-Рахман III підкорив собі майже весь Аль-Андалус і 929 року оголосив свої землі Кордовським халіфатом, щоб зрівнятися титулом з Аббасидами й Фатімідами.

### Інші землі
У Китаї тривав період п'яти династій і десяти держав. Значними державами Індії були Пала, держава Раштакуртів, Пратіхара, Чола. В Японії тривав період Хей'ан. На північ від Каспійського та Азовського морів існував Хозарський каганат. Волзька Булгарія прийняла іслам.